# Anthicus brydli
Anthicus brydli es una especie de coleóptero de la familia Anthicidae.

## Distribución geográfica
Habita en África.